# Сварог (музичка група)
Сварог био је српски слаџ/дум метал бенд из Београда, познат као један од првих представника ове врста музике у Србији. Бенд је постојао у периоду од 1993—1996. године.

## Историјат бенда
Сварог је формиран у новембру 1993. године од стране гитариста Зорана Ђуроског, певача Бошка Блажића и басисте Милана Барковић Барета. Први концерт одржали су 5. новембра 1994. године у београдском Клубу студената технике, када је снимљен уживо албум под називом Смор и издат за сопствену издавачку кућу Гонг, 1995. године. Албум је био доступан на компакт дискети, на њему се налазило тринаест песама, укључујући обраде песама бендова Блек сабат— Electric Funeral и Дисчарџ — Final Bloodbath. Продукцију албума радио је сам бенд уз помоћ инжењера Ивана Брусића, са којим је бенд издао видео снимак у Атеље студију у Београду. Исте године, бенд је гостовао као извођач у филму Гето — тајни живот града, заједно са бубњарем Електричног оргазма, Гораном Чавајдом Чавкетом, где су промовисали песму Trial Song. Спот за песму War (Is Within) настао је током концерта у Клубу студената технике у Београду, 11. новембра 1995. године, када је бенд одржао концерт са групом Бјесови из Горњег Милановца. Песма је објављена на компилацији Грување деведесете уживо, 2009. године под окриљем Мулитмедија рекордса.
Током пролећа 1996. године бенд је напустио Бошко Блажић, а Сварог је постао трио, Ђуроски је постао вокалиста. Исте године у мају, бенд је имао турнеју у Словенији са групама Love hunters, Ништа али логопеди и Гоблини. Бенд је започео снимање материјала за први студијски албум, али након снимљене две песме, распустио се.

## Након распуштања бенда
Виловски је наставио да свира бубњеве за различите бендове и појавио се као гост вокалиста за свој стари бенд Sick mother fakers, на албуму Лако ћемо.
Басиста Милан Барковић почео је да ради као звучни инжењер и музички продуцент и основао свој студио у Земуну.
Бошко Блажић је, након распада групе, престао да се бави музиком и десетак година (од 1997) радио као коректор, а затим и као графички оператер у часопису Време. Умро је 1. фебруара 2020. године.
Ђурковски је гостовао на неколико музичких албума током деведесетих година, укључујући албуме бендова Блок аут — Година сиротињске забаве (1996), Sick Mother Fakers (1998) — Лако ћемо и на албуму Re Contra, групе Гоблини. Током почетка 21. века придружио се групи Ајзберн и појавио се на албумима бенда Cool Fire и How Much for Freedom?. Са Ајзберном појавио се као гост на двд издању Уживо у Варшави, 13. јула 2005. године. Радио је такође као музички продуцент и инжењер звука за групу Бјесови на албуму На живо из 2002. године.

## Дискографија

### Уживо албуми
- Смор (1995)

### Гостовање на компилацијама
- Trial Song (Грување деведесете уживо, 2009)

## Видеографија
- Гето — тајни живот града (1995)